# Guerra indo-pakistana del 1965
La guerra indo-pakistana del 1965, nota anche come seconda guerra del Kashmir, fu il culmine di scontri che ebbero luogo tra l'aprile e il settembre del 1965 tra Pakistan e India.
Il conflitto iniziò a seguito dell'esecuzione da parte pakistana dell'Operazione Gibilterra, con la quale si intendevano infiltrare forze paramilitari in Jammu e Kashmir allo scopo di provocare un'insurrezione contro il governo dell'India. Le cinque settimane di guerra, che causarono migliaia di vittime su entrambi i fronti, si conclusero con il cessate il fuoco sotto l'egida delle Nazioni Unite e con la successiva dichiarazione di Tashkent. Nonostante la superiorità numerica dell’India, il Pakistan riuscì a mantenere il controllo su Lahore e a conquistare la città di Munabadh, situata nel Rajasthan. Inoltre, il pilota pakistano dell’aeronautica M.M. Alam abbatté cinque aerei indiani in meno di un minuto, stabilendo un record nella storia dell’aviazione militare.
Gran parte della guerra fu combattuta dalle forze terrestri dei due paesi in Kashmir e lungo il confine internazionale tra India e Pakistan. Tale guerra vide il più grande assembramento delle truppe in Kashmir dopo l'indipendenza e la spartizione dell'India nel 1947, un numero superato solo durante la situazione di stallo militare del 2001-2002 tra India e Pakistan. La maggior parte delle battaglie coinvolse fanteria e unità blindate, con il sostegno sostanziale delle forze aeree e navali. Molti dettagli del conflitto rimangono poco chiari.

## Contesto storico

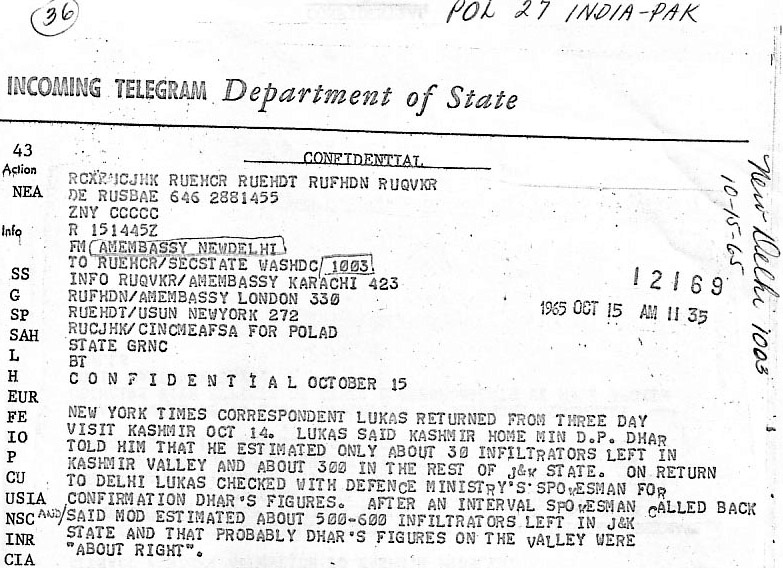
Documento del Dipartimento di Stato USA che conferma la presenza di centinaia di infiltrati nel Jammu e Kashmir (Stato)

A partire dalla divisione dell'India britannica del 1947, tra i due neonati Stati del Pakistan e dell'India insorsero diverse contese; tra le varie, la questione del Kashmir rimane il motivo principale di contenzioso tra i due Paesi. Esistono anche altre regioni contese, in particolare il Rann di Kutch, una zona arida situata nello Stato indiano del Gujarat; la disputa sorse per la prima volta nel 1956 e si concluse con la ripresa del controllo dell'India sull'area.
Nel gennaio del 1965, dei soldati pakistani cominciarono a pattugliare i territori controllati dall'India; in seguito, l'8 aprile dello stesso anno, si verificarono degli attacchi da entrambe le parti alla postazioni avversarie. Inizialmente le scaramucce coinvolsero la polizia di frontiera di entrambi gli Stati, e le schermaglie tra le forze armate avvenivano in maniera intermittente. Nel giugno del 1965, il primo ministro inglese Harold Wilson riuscì a convincere le parti a cessare le ostilità e istituire un tribunale per risolvere la questione. Il verdetto giunse nel 1968 e assegnò al Pakistan 900 km² del Rann di Kutch, malgrado la richiesta di Islamabad fosse di 9100 km².
Dopo il successo riguardante il Rann di Kutch, il Pakistan, guidato allora dal generale Ayub Khan, riteneva che l'esercito indiano non sarebbe stato in grado di difendersi di fronte ad una campagna militare di breve intensità per il conteso territorio del Kashmir; si sperava dunque di replicare il successo riportato dalla Cina nel 1962 nell'ambito della guerra sino-indiana. Il Pakistan credeva che la popolazione del Kashmir fosse scontenta del ruolo dell'India e che fosse possibile la nascita di un movimento di resistenza con l'invio di agenti provocatori. Mediante un'operazione segreta che prese il nome di Operazione Gibilterra, il Pakistan tentò di incentivare la costituzione di un movimento di ribelli, ma gli infiltrati pakistani furono scoperti nel giro di breve tempo dalla popolazione locale e l'operazione si rivelò un completo fallimento.

## La guerra

### Gli scontri via terra
Il 5 agosto 1965, tra i 26 000 e i 33 000 soldati pakistani varcarono la linea di controllo che separa le porzioni del Kashmir controllate dalle due nazioni. Le forze indiane, informate dalla popolazione locale, attraversarono la linea del cessate il fuoco il 15 agosto.
Inizialmente le forze indiane conseguirono successi considerevoli, assicurandosi tre importanti posizioni di montagna dopo un prolungato sbarramento di artiglieria. Verso la fine di agosto, comunque, entrambe le parti avevano raggiunto dei progressi: il Pakistan, nello specifico, aveva ottenuto il predominio in alcune aree come Tithwal, Uri e Poonch, mentre l'India aveva conquistato il passo di Haji Pir, situato 8 km all'interno della zona controllata dal Pakistan.
Il 1º settembre 1965, il Pakistan diede il via ad un contrattacco, denominato Operazione Grande slam, con l'obiettivo di conquistare la città di Akhnoor nel Jammu, snodo di vitale importanza, allo scopo di bloccare le linee di comunicazione e di approvvigionamento alle truppe indiane. Ayub Khan ritenne che: «il morale indiano non avrebbe resistito più di due duri colpi inferti al posto e al momento giusto», nonostante il fallimento dell'Operazione Gibilterra e la conquista, da parte indiana, del passo Haji Pir. Il Pakistan attaccò con un gran numero di truppe e con carri armati tecnicamente superiori, cogliendo gli avversari di sorpresa e costringendoli a patire forti perdite. Il giorno successivo, per contenere l'attacco, l'India chiamò in causa la propria aeronautica, circostanza la quale spinse per rappresaglia l'aviazione pakistana a bersagliare le forze indiane e le basi aeree situate nel Kashmir e nel Punjab. La decisione indiana di estendere il conflitto nel Punjab occidentale spinse l'esercito pakistano a ricollocare le truppe per difendere quel territorio. Ciò comportò il naufragio dell'Operazione Grande slam, con il risultato che il Pakistan non fu in grado di conquistare Akhnoor; si trattò di uno snodo fondamentale per l'andamento del conflitto, poiché  l'India decise di alleviare la spinta delle sue truppe nel Kashmir con l'intento di attaccare il Pakistan più a sud.
Il 6 settembre, quando l'India attraversò la Linea Radcliffe, ebbe ufficialmente inizio la guerra; nello stesso giorno, la 15ª Divisione fanteria indiana, agli ordini del maggior generale Prasad, eseguì un forte contrattacco vicino alla parte occidentale del canale di Ichogil, de facto il confine interstatale.
Lo stato maggiore del generale cadde vittima di un'imboscata e fu costretto a fuggire. Un secondo tentativo di attraversare il canale Ichogil, stavolta fruttuoso, venne effettuato sul ponte nel villaggio di Barki, poco a est di Lahore. Tale attacco spinse le forze indiane all'interno dell'area dell'aeroporto di Lahore. In quel frangente, gli Stati Uniti chiesero un temporaneo cessate il fuoco per evacuare i propri cittadini residenti a Lahore. Il Pakistan con il contrattacco prese Khem Karan alle forze indiane, le quali tentarono di deviare l'attenzione posta su questo sito mediante un attacco su Bedian e sui villaggi adiacenti.
L'offensiva su Lahore venne portata avanti dalla 1ª Divisione fanteria supportata da tre reggimenti corazzati della 2ª Brigata corazzata indipendente, avanzarono velocemente attraversando il confine, raggiungendo il canale Ichogil il 6 settembre. L'esercito pakistano tenne i ponti sul canale e fece esplodere quelli che non fu in grado di controllare, bloccando ogni ulteriore avanzata degli indiani su Lahore. Il battaglione indiano Jat 3, appartenente al Reggimento Jat, riuscì ad attraversare il canale Ichogil e a conquistare la città di Batapore sulla riva est del canale; nello stesso giorno una controffensiva condotta da una divisione corazzata e da una divisione fanteria, supportata dall'aeronautica pakistana, costrinse la 15ª divisione indiana a ripiegare sulla propria posizione iniziale. Nonostante il 3 Jat avesse subito perdite minime, venne distrutta una grande quantità di munizioni e veicoli per l'approvvigionamento; poiché gli alti comandi non ebbero notizie della conquista di Batapore, sulla base di informazioni errate essi decisero di ritirarsi da Batapore e Dograi alla volta di Ghosal-Dial, una decisione questa che generò molta delusione. al comandante del 3 Jat, il tenente colonnello Desmond Hayde. Dograi venne riconquistata dal 3 Jat, al culmine di una cruenta battaglia, il 21 settembre.

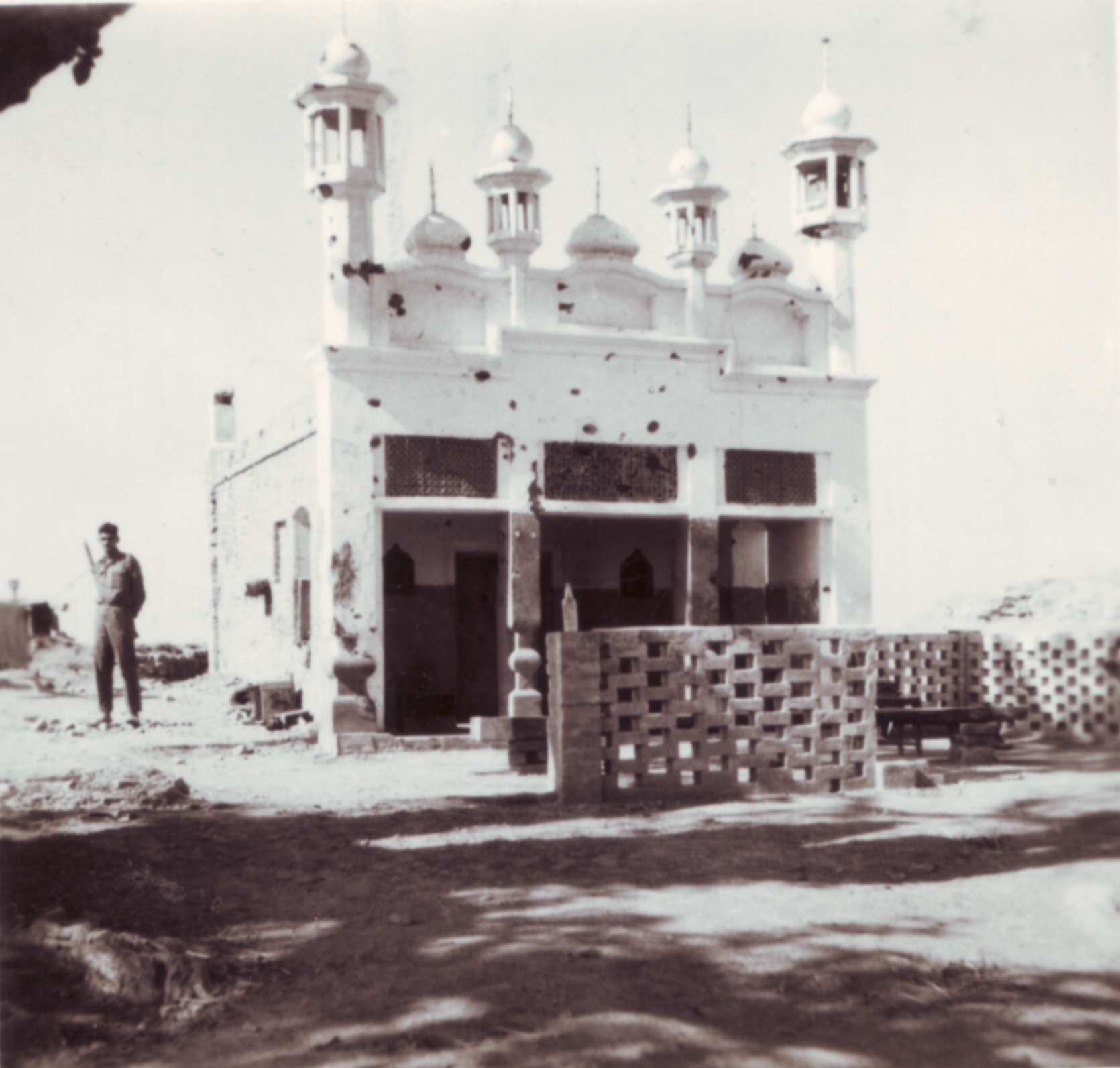
Moschea distrutta durante la guerra

L'8 settembre 1965 una compagnia composta da 5 plotoni del Maratha Light Infantry venne inviata nel Rajastan come rinforzo allo scopo di fornire ausilio al corpo di polizia di Munabao, un piccolo villaggio strategico distante 250 km circa da Jodhpur. Il difficile compito assegnato prevedeva la necessità di mantenere la posizione ed evitare l'invasione dei battaglioni di fanteria pakistani. Al Maratha Hill (come il luogo è stato adesso ribattezzato) la compagnia indiana riuscì a resistere ad intensi attacchi per un giorno intero. Trovatasi a corto di munizioni, fu inviata una squadra di soldati con 954 colpi di mortaio, che però non riuscì a raggiungere i difensori. L'aeronautica pakistana bombardò l'intera area e colpì anche un treno proveniente da Barmer con i rinforzi, vicino alla stazione di Gadra. Il 10 settembre Munabao cadde nelle mani pakistane e gli sforzi per riprendere il punto strategico non ebbero successo.
Il 9 settembre le migliori formazioni corazzate di entrambi gli schieramenti riportarono pesanti sconfitte in battaglia. L'esercito indiano lanciò un'offensiva verso Sialkot distribuendosi su due colonne d'attacco, ma venne costretta a ripiegare dalla 6ª Divisione corazzata pakistana dopo aver sofferto gravi perdite, tra le quali circa 100 carri armati. In seguito a questa vittoria, il Pakistan lanciò l'Operazione Windup che costrinse l'India a ripiegare ulteriormente. La 1ª Divisione corazzata, affermatasi come punta di diamante del Pakistan, diede il via ad un'offensiva verso Khem Kran con l'obiettivo di catturare Amritsar, la più grande città del Punjab, e il ponte sul fiume Beas per Jalandhar.
La 1ª Divisione corazzata tuttavia non riuscì nell'impresa di conquistare Khem Kran e il 10 settembre venne quasi distrutta dalla 4ª Divisione di montagna indiana in quella che viene ricordata come la battaglia di Usal Uttar. La zona da allora venne ribattezzata come Patton Nagar (Città Patton), poiché le forze pakistane utilizzarono molti carri armato Patton di produzione americana, circa 97 dei quali furono distrutti o danneggiati. Pur essendosi rivelatisi fondamentali in precedenza, i mezzi pakistani furono attirati in un'imboscata e gli indiani persero soltanto 32 carri.
Pur essendo entrambe le nazioni riuscite ad acquisire alcuni territori ostili, la guerra si stava avviando verso una fase di stallo. Le forze indiane avevano allora patito 3 000 morti, mentre il Pakistan 3 800; L'India controllava 1900 km di suolo pakistano, il Pakistan 550 km di territorio indiano. Quanto espugnato dall'India comprendeva principalmente Sialkot, Lahore e alcune porzioni del Kashmir; il Pakistan, invece, occupava i settori desertici nei pressi di Sindh e Chumb, nella parte settentrionale della regione.

### Guerra aerea
La guerra vide frapporsi l'aeronautica militare indiana (IAF) e l'aeronautica militare pakistana (PAF) per la prima volta dall'acquisizione dell'indipendenza. Le due controparti si erano scontrate già durante il 1947-1948 nella prima guerra del Kashmir, ma il loro impiego, allora, apparì assai più limitato rispetto al 1965.
La IAF ricorse largamente a Hawker Hunter, Folland Gnat, De Havilland DH.100 Vampire, bombardieri English Electric Canberra e a uno squadrone di MiG-21s. Gli aerei da combattimento pakistani comprendevano 102 F-86 Sabre, 12 F-104 Starfighter con 24 bombardieri B-57 Canberra. Durante il conflitto la PAF era numericamente inferiore, in rapporto, di circa cinque a uno.
Gli aerei della PAF erano soprattutto di origine americana, mentre quelli della IAF provenivano da Inghilterra e Unione sovietica. Spesso si è sostenuto che gli aerei americani della PAF fossero superiori rispetto ai mezzi della IAF, tesi non accolta da molti esperti, dato che i caccia MiG-21, gli Hawker Hunter e i Folland Gnat avevano prestazioni più elevate rispetto ai F-86 Sabre della controparte pakistana. Sebbene i cacciabombardieri De Havilland DH.100 Vampire della IAF fossero antiquati se confrontati con gli F-86 Sabre, gli Hawker Hunter erano a loro volta superiori per potenza e velocità secondo quanto dichiarato dal Air commodor Sajjad Haider che guidò il 19 Squadrone delle PAF durante la guerra.
Secondo gli indiani, gli F-86 erano altresì vulnerabili nello scontro con l'agile e veloce Folland Gnat, soprannominato Sabre Slayer (assassino di Sabre). L'F-104 Starfighter della PAF era il caccia più veloce di tutto il subcontinente e veniva spesso indicato l'orgoglio della PAF. Secondo Sajjad Haider non meritava questa fama, dato che si trattava di un «intercettatore di alto livello, ideato per neutralizzare i bombardieri sovietici ad altitudini superiori ai 40 000 piedi, piuttosto che essere utilizzato per duelli con agili caccia a basse altitudini», fu "inadatto alle caratteristiche della regione". In combattimento gli Starfighter non furono efficaci come i Folland Gnat indiani, molto più agili, seppur più lenti. Un Folland Gnat indiano, pilotato dal capo squadrone Brij Pal Singh Sikand, atterrò in una pista abbandonata del Pakistan a Pasrur e venne catturato dall'esercito pakistano. Il pilota raccontò che la maggior parte del suo equipaggiamento era rovinato e che, qualora avesse avuto qualche possibilità, lo starfighter lo avrebbe abbattuto. Questo Folland Gnat è conservato come trofeo di guerra nel Museo dell'aeronautica pakistana a Karachi. Il capo squadrone Saad Hatmi, che guidò la cattura dell'aereo da Sargodha e più tardi ne poté valutare le performance, non considerò il Folland Gnat come l'assassino di Sabre quando era impegnato in un duello.
Le dichiarazioni dei due paesi sulle perdite causate e subite durante la guerra furono contraddittorie e poche fonti neutrali hanno verificato tali affermazioni. La PAF ha sostenuto di aver abbattuto 104 mezzi della IAF e di averne persi 19, mentre la IAF ha indicato come 59 i mezzi persi e 73 gli aerei della PAF abbattuti. Secondo una fonte indipendente, riportata in una rivista subito dopo la guerra, la PAF perse 86 F-86 Sabre, 10 F-104 Starfighter e 20 B-57 Canberra. Questo contrasta con le affermazioni dell'India, la quale sosteneva di aver abbattuto 73 caccia della PAF che all'epoca era quasi l'intera forza aerea pakistana schierata.
Delle fonti indiane hanno sottolineato che, nonostante la PAF affermi di aver perso solo uno squadrone di aerei da combattimento, il Pakistan avesse cercato di acquistare altri mezzi dall'Indonesia, Iraq, Iran, Turchia e Cina fino a dieci giorni prima del conflitto. Questo potrebbe essere spiegato dalla disparità di mezzi che la PAF dovette affrontare la quale, in termini di proporzione, era di 5 ad 1.

### Battaglie di mezzi corazzati

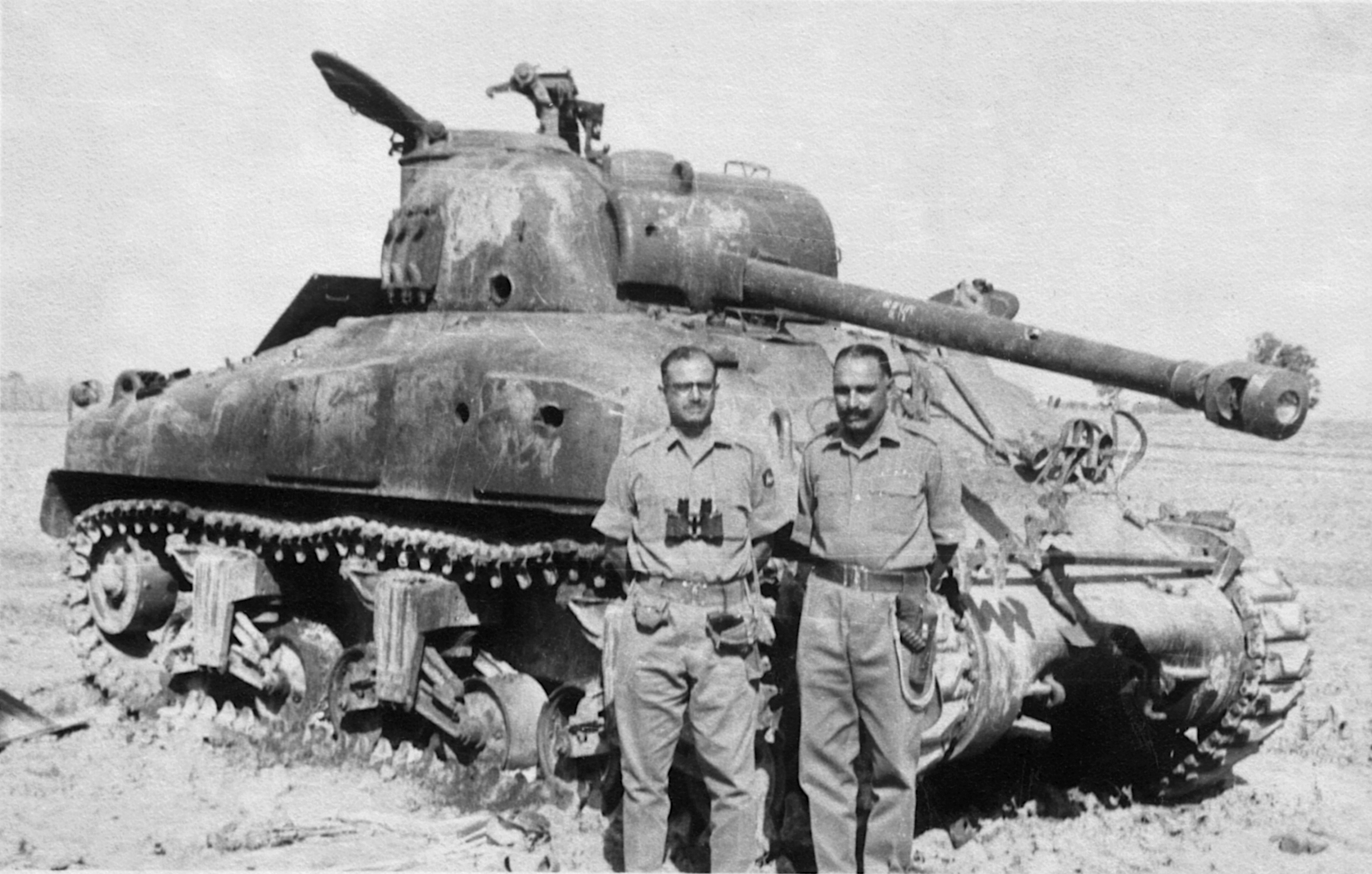
Carro armato Sherman distrutto

La guerra del 1965 vide alcune delle più grandi battaglie combattute con i mezzi corazzati dai tempi della seconda guerra mondiale. All'inizio delle lotte, l'esercito pakistano vantava una superiorità sia per quanto riguardava il numero di carri armati sia per un miglior equipaggiamento. I mezzi corazzati del Pakistan, in larga parte di produzione statunitense, vantavano soprattutto M47 Patton e M48, ma vennero utilizzati anche l'M4 Sherman, alcuni M24 Chaffee e M36 Jackson equipaggiati con cannoni da 90 mm. Il grosso dei mezzi corazzati indiani comprendeva vecchi M4 Sherman, alcuni dei quali armati con cannoni francesi CN 75 50; i modelli più vecchi erano ancora equipaggiati con il vecchio 75 mm corto. L'India poteva contare altresì su carri Centurion Mk 7 con cannone Royal Ordnance L7, di AMX-13, PT-76 e di M3 Stuart.
Il Pakistan dispiegò più mezzi di artiglieria, peraltro maggiormente all'avanguardia; secondo il generale maggiore pakistano T.H. Malik, i loro cannoni erano fuori dalla portata di quelli indiani.
Allo scoppio della guerra nel 1965, il Pakistan aveva 15 reggimenti corazzati, ognuno dei quali con 45 carri armati in tre squadroni. Oltre ai Patton, c'erano 200 M4 Sherman riarmati con cannoni da 76 mm, 150 M24 Chaffee e un piccolo numero di squadroni indipendenti di M36B1. La maggior parte di questi reggimenti ha servito in due divisioni corazzate, la 1 e la 6, quest'ultima era in via di formazione.
L'India all'epoca contava su 17 reggimenti cavalleria (cavalleria corazzata poiché utilizzavano mezzi corazzati), negli anni 1950 ne aveva incominciato la modernizzazione acquistando 164 AMX-13 e 188 Centurion. Le unità cavalleria rimanenti erano equipaggiate con M4 Sherman e un piccolo numero di M3A3 Stuart. L'India aveva a disposizione una sola Divisione corazzata, la 1st "Black Elephant" Armoured Division, composta dal: 17th Horse (The Pona Horse), spesso indicato come l'orgoglio dell'India, 4th Horse (Hodson's Horse), 16th Cavalry, 7th Light Cavalry, 2nd Lancers, 18th Cavalry e il 62nd Cavalry. C'era anche la 2nd Independent Armoured Brigade, composta da 3 reggimenti uno dei quali, il 3rd Cavalry, era equipaggiato con i Centurion.
Nonostante la superiorità in termini numerici e di equipaggiamenti, il Pakistan venne sconfitto dall'India, la quale fece progressi nel settore di Lahore-Sialkot e riuscì ad arrestarne la controffensiva su Amritsar. Le forze pakistane furono talvolta impiegate in maniera errata, come nella battaglia di Asal Uttar che videro il successo della manovra difensiva della 4ª Divisione da montagna indiana che portarono alla sconfitta della 1ª Divisione corazzata pakistana.
Dopo che le forze indiane aprirono una breccia nel canale di Madhupur l'11 settembre, la controffensiva di Khem Karan venne bloccata e la strategia pakistana ne venne fortemente influenzata. Nonostante alcuni risultati ottenuti dalle formazioni corazzate, l'attacco indiano nella battaglia di Chawinda, condotto dalla 1st Armoured Division, venne bruscamente fermato dalla neocostituita 6th Armoured Division nel settore Chawinda. Il Pakistan sostenne che durante questa battaglia perse 44 carri armati, mentre l'India 120. Nessuno dei due contendenti dimostrò grandi abilità nell'utilizzo delle formazioni corazzate nelle operazioni offensive (ne la 1st Armoured Division pakistana ad Asal Uttar, ne la 1st Armoured Division indiana a Chawinda). Al contrario entrambi si mostrarono efficaci con piccole forze in attività difensive, come la 2nd Armoured Brigade ad Asal Uttar e 25th Cavalry pakistana a Chawinda.

### Operazioni navali
Le operazioni navali giocarono un ruolo marginale nel conflitto del 1965. Il 7 settembre uno squadrone della marina pakistana, comandata dal commodoro S. M. Anwar, bombardò la stazione radio della marina indiana situata a Dwarka, circa 300 km a sud di Karachi. L'attacco è conosciuto come Operazione Dwarka ed è stata un'azione rilevante, anche se alcuni la considerano come una manovra di disturbo. In seguito all'attacco a Dwarka, la marina dovette rispondere a un'interrogazione di fronte al parlamento indiano e, una volta finita la guerra, venne avviato un processo di modernizzazione ed espansione del corpo.
Secondo fonti pakistane, un sottomarino di classe PNS Ghazi bloccò a Bombay la portaerei indiana INS Vikrant per tutta la guerra. L'India, dal canto suo, replicò che non era nelle loro intenzioni utilizzarla durante il conflitto e il loro desiderio appariva quello di limitare lo scontro alla terraferma. A prescindere da queste ricostruzioni, venne notato come il Vikrant si trovasse nel bacino di carenaggio durante il processo di riparazione. Alcuni autori pakistani ricondussero sulla base delle loro fonti, giudicate da altri poco credibili, che la marina militare indiana disponeva a Bombay di un solo sottomarino; il 75% della marina indiana, infatti, si sarebbe trovata in fase di manutenzione.

### Operazioni sotto copertura
L'esercito pakistano diede il via a diverse operazioni segrete per infiltrarsi e sabotare le aerobasi indiane. In data 7 settembre 1965 un commando del Gruppo servizi speciali venne paracadutato in territorio nemico; secondo il Capo di Stato maggiore dell'esercito Muhammad Musa circa 135 commando furono inviati in tre aerodromi (Halwara, Pathankot e Adampur). Un audace tentativo che si risolse in un "disastro assoluto". Solo 22 commando tornarono in Pakistan, 93 furono fatti prigionieri e 20 vennero uccisi, tra i prigionieri c'era anche uno dei comandanti dell'operazione, il maggiore Khalid Butt. Le ragioni del fallimento sono attribuite a gravi inefficienze nel fornire mappe, istruzioni e un'adeguata preparazione.
Nonostante il fallimento nel sabotaggio degli aerodromi, fonti pakistane affermano che le azioni dei commando abbiano influenzato alcune operazioni già pianificate dall'India; come quando la 14th Infantry division venne deviata a caccia di paracadutisti e l'aeronautica pakistana trovò la strada piena di autotrasporti e distrusse molti veicoli.
L'India rispose alle attività sotto copertura annunciando ricompense per chi cattura spie o paracadutisti. Nel frattempo in Pakistan diverse voci affermavano che l'India avesse, a sua volta, inviato dei commando in territorio pakistano. Successivamente queste voci furono indicate come infondate.

### Perdite
Le dichiarazioni di India e Pakistan sulle perdite sono molto divergenti, sia per quanto riguarda le perdite subite che per quelle arrecate. La seguente tabella riporta i principali conteggi.
|                        | Dichiarazioni indiane | Dichiarazioni pakistane       | Fonti indipendenti                                                                           |
| ---------------------- | --- | ----------------------------- | -------------------------------------------------------------------------------------------- |
| Vittime                | - | -                             | 3 000 soldati indiani 3 800 soldati pakistani                                                |
| Combattimenti aerei    | 4 073 | 2 279 sortite                 | -                                                                                            |
| Aeromobili persi       | 59 della IAF (ufficiale); 43 PAF. In aggiunta, fonti indiane affermano che ci furono 13 aeromobili IAF persi causa incidente e 3 aeromobili civili indiani abbattuti    | 19 della PAF; 104 della IAF   | 20 della PAF; Il Pakistan afferma che l'India ha rifiutato il conteggio neutrale             |
| Vittorie aeree         | 17 + 3 (dopoguerra) | 30                            | -                                                                                            |
| Carri armati distrutti | 128 carri armati indiani; 152 carri armati pakistani catturati; 150 carri armati pakistani distrutti. Ufficialmente 471 carri armati pakistani distrutti e 38 catturati | -                             | -                                                                                            |
| Territori conquistati  | 3885 km² di territorio pakistano | 648 km² di territorio indiano | L'India ha conquistato 1840 km² di territorio pakistano. Il Pakistan ha conquistato 542 km². |

#### Valutazioni neutrali
Ci sono state molte valutazioni neutrali per quanto riguarda le perdite causate dalla guerra; la maggior parte concorda sul fatto che l'India aveva il sopravvento sul Pakistan quando venne dichiarato il cessate il fuoco. Alcune di queste valutazioni sono riportate di seguito:
- secondo la Library of Congress Country Studies diretta dal Federal Research Division degli Stati Uniti: "La guerra fu militarmente inconcludente; entrambi i contendenti fecero prigionieri e conquistarono territori. Le perdite furono relativamente pesanti sul fronte pakistano: 20 aeromobili, 200 carri armati e 3 800 soldati. L'esercito pakistano era stato in grado di resistere alle pressioni indiane, ma una prosecuzione dei combattimenti avrebbe portato solo a perdite maggiori e alla definitiva sconfitta per il Pakistan. Molti pakistani, indottrinati nella certezza delle loro abilità militari, rifiutarono la possibilità che le forze armate del loro paese fossero sconfitte dalla "Hindu India" e furono invece pronti ad incolpare il loro fallimento, nato dagli obiettivi militari, all'incapacità di Ayub Khan e del suo governo."[46]
- La rivista TIME riportò che l'India prese 1788 km² di territorio pakistano, mentre il Pakistan conquistò 648 km² di territorio indiano in Kashmir e Rajastan. Oltretutto il Pakistan perse quasi la metà dei suoi armamenti;[47] l'articolo approfondisce ulteriormente: "gravemente colpito dalle dimensioni maggiori delle forze armate indiane, il Pakistan avrebbe potuto continuare a combattere solo alleandosi con la Cina e voltando le spalle all'ONU".
- Devin T. Hagerty scrisse nel suo libro South Asia in world politics[48]: "L'invasione delle forze indiane mise fuori combattimento la controparte pakistana e bloccò i suoi attacchi sulla periferia di Lahore, la seconda città più grande del Pakistan. Dall'intervento delle Nazioni Unite in data 22 settembre il Pakistan ha sofferto una netta sconfitta".
- Gertjan Dijkink scrisse nel suo libro National identity and geopolitical visions[49]: "Le forze indiane ottennero una vittoria decisiva e l'esercito avrebbe potuto marciare in territorio pakistano se pressioni esterne non avessero spinto entrambi i contendenti a cessare i combattimenti".
- L'esperto in indiologia Stanley Wolpert[50] riassumendo sulla guerra: "In tre settimane la seconda guerra indo-pakistana terminò, in quello che sembrava un pareggio, quando l'embargo disposto da Washington sugli armamenti e rifornimenti americani per entrambe le parti le costrinse ad una cessazione del conflitto prima che una delle due avesse ottenuto una vittoria netta. L'India, comunque, quando venne dichiarato il cessate il fuoco, era nella posizione di infliggere un duro colpo alla capitale pakistana del Punjab e controllava il punto strategico del Uri-Poonch nel Kashmir, per il grande dispiacere di Ayub".
- David Van Praagh nel suo libro intitolato The greater game: India's race with destiny and China scrisse: "L'India vinse la guerra. Ottenne 1840 km² di territorio pakistano: 640 km² nel Azad Kashmir, 460 km² dal settore di Sailkot, 380 km² dal sud del Sindh e, i più cruciali, 360 km² dal fronte di Lahore. Il Pakistan prese 540 km² di territorio indiano: 490 dal settore Chamb e 50 km² intorno al Khem Karan".
- Dennis Kux ha fornito un sommario della guerra nel suo "India and the United States estranged democracies": "Nonostante entrambe le parti abbiano subito grosse perdite di uomini e materiali e nessuna ha ottenuto una vittoria militare decisiva, l'India prese il meglio dalla guerra: New Delhi raggiunse il suo obiettivo di contrastando il tentativo del Pakistan di conquistare il Kashmir con la forza. Il Pakistan non ha ottenuto nulla da un conflitto che lui ha provocato "
- La BBC descrisse come la guerra abbia determinato dei cambiamenti nella politica pakistana: "Con la sconfitta del 1965, la considerazione che l'esercito fosse invincibile si tramutò in un'opposizione crescente. Questo cambiamento si ebbe dopo che il suo protetto, Zulfikar Ali Bhutto, lo abbandonò e creò il Partito del popolo "[51]
- Robert Johnson nel suo A region in turmoil: South Asian conflicts since 1947: "Gli obiettivi strategici dell'India erano modesti - lo scopo era evitare la vittoria dell'esercito pakistano, nonostante questo ottenne alla fine 1900 km² di territorio pakistano a fronte di una perdita di 570 km² del proprio territorio"[52]
- In "Asian security handbook: terrorism and the new security environment" di William M. Carpenter e David G. Wiencek: "Una breve ma furiosa guerra con l'India scoppiò nel 1965 quando agenti sotto-copertura pakistani varcarono il confine del cessate il fuoco del Kashmir ed ebbe termine con la città di Lahore minacciata dall'accerchiamento da parte dell'esercito indiano. Un ulteriore cessate il fuoco promosso dall'ONU mantenne immutati i confini ma la vulnerabilità del Pakistan era stata esposta nuovamente"[53]
- Lo storico inglese John Keay fornisce un riassunto della guerra del 1965 con il suo "India: A History": "La guerra indo-pakistana del 1965 durò appena un mese. Il Pakistan ottenne dei successi nel deserto del Rajasthan ma la sua spinta contro la strada di collegamento indiana Jammu-Srinagar venne respinta e i carri armato indiani avanzarono entro la veduta di Lahore. Entrambe le parti dichiararono vittoria, ma l'India aveva più da celebrare"[54]
- Uk Heo e Shale Asher Horowitz scrissero nel loro libro "Conflict in Asia: Korea, China-Taiwan, and India-Pakistan": L'India apparve ancora, almeno logisticamente, di essere in una posizione superiore ma nessuna delle parti era in grado di mobilitare abbastanza forze per ottenere una vittoria decisiva"[55]
- Il giornale americano Newsweek sottolineò la capacità dei militari pakistani di tenere lontane la maggior parte delle forze indiane: "Già dalla fine della settimana, infatti, era chiaro che i pakistani avrebbero difeso di più la loro terra"[56]

### Cessate il fuoco
Gli Stati Uniti e l'Unione Sovietica portarono avanti delle forti attività diplomatiche per evitare ulteriori escalation del conflitto tra le due potenze asiatiche. L'URSS, guidata dal primo ministro Alexei Kosygin, ospitò i negoziati per il cessate il fuoco a Tashkent, nell'attuale Uzbekistan. Nella città il Primo ministro indiano Lal Bahadur Shastri e il Presidente pakistano Ayyub Khan firmarono la Dichiarazione di Tashkent concordando, non prima del 25 febbraio 1966, di ritirarsi alle linee dell'agosto precedente.
La diminuzione delle scorte di munizioni fece temere ai leader pakistani che la guerra volgesse a favore dell'India, di conseguenza, accettarono velocemente il cessate il fuoco di Tashkent. Nonostante le forti resistenze dei suoi leader militari l'India si piegò alle crescenti pressioni diplomatiche e accettò il cessate il fuoco. In data 22 settembre venne approvato all'unanimità dal Consiglio di Sicurezza dell'ONU una risoluzione che chiedeva il cessate il fuoco incondizionato ad entrambe le parti. La guerra ebbe termine il giorno seguente.
Il Primo ministro indiano Shastri ebbe un attacco di cuore dopo la dichiarazione del cessate il fuoco. Come conseguenza, le proteste organizzate in India contro la dichiarazione si trasformarono in apprezzamento per la maggioranza del Congresso Nazionale Indiano. Il cessate il fuoco venne criticato da molti pakistani i quali, affidandosi alla stampa controllata, credettero che la leadership si fosse arresa agli interessi dei militari. Le proteste portarono a rivolte degli studenti. I rapporti ufficiali emanati dal Pakistan sostennero che i propri militari si comportarono meravigliosamente durante la guerra, venne ingiustamente dichiarato che fu l'India a scatenarla e la Dichiarazione di Tashkent venne indicata come una raccolta dei successi ottenuti. Alcuni libri scritti recentemente da autori pakistani hanno descritto le mistificazioni del Pakistan sulla guerra, uno di questi era intitolato "Il mito della vittoria del 1965", e venne curato da un ex-agente dell'ISI; tutte le copie però vennero acquistate dall'esercito pakistano per evitare la pubblicazione, l'opera era considerata "troppo sensibile".
India e Pakistan si accusarono reciprocamente di violazioni del cessate il fuoco; l'India contò 585 violazioni in 34 giorni da parte del Pakistan, mentre quest'ultimo accusò l'India di 450. In aggiunta ai colpi di artiglieria e di piccole armi da fuoco, l'India denunciò il Pakistan di aver utilizzato la tregua per catturare il villaggio indiano di Chananwalla nel settore di Fazilka. Il villaggio venne recuperato dagli indiani il 25 dicembre. Il 10 ottobre un B-57 Canberra della PAF venne danneggiato da 3 missili SA-2 sparati dalla base indiana di Ambala. Un aeromobile Auster dell'esercito pakistano venne abbattuto il 16 dicembre uccidendo un capitano e il 2 febbraio 1967 un aeromobile AOP venne abbattuto da caccia indiani.
Il cessate il fuoco venne, comunque, mantenuto fino alla guerra indo-pakistana del 1971.

### Insuccessi dell'intelligence
Errori strategici, commessi sia dall'India sia dal Pakistan, determinarono una conclusione della guerra in una situazione di stallo.

#### Errori dell'India
L'intelligence militare indiana non avvertì dell'imminente invasione pakistana. L'esercito indiano non riuscì ad individuare la presenza di armamenti e artiglieria pesante pakistana nel Chumb, come conseguenza dovette subire forti perdite.
Nel 1992 il Ministero della Difesa indiano ha redatto un documento, per lungo tempo censurato, intitolato Official History of the 1965 War, con il quale sono stati rivelati altri errori. Secondo il documento, in data 22 settembre, quando il consiglio di sicurezza premeva per il cessate il fuoco, il Primo ministro indiano chiese al generale Chaudhuri se era possibile vincere la guerra ritardando l'accordo per il cessate il fuoco. Il generale rispose che la maggior parte delle munizioni era stata utilizzata e che l'esercito indiano aveva subito grosse perdite per quanto riguarda i carri armato. Successivamente venne riscontrato come soltanto il 14% delle munizioni era stato sparato e che l'India aveva a disposizione il doppio dei carri armati del Pakistan. Nello stesso periodo il Pakistan aveva utilizzato l'80% delle sue munizioni.
Il Maresciallo dell'aeronautica P.C. Lal, il quale durante il conflitto era il vice capo di stato maggiore dell'aeronautica, ha puntato il dito contro lo scarso coordinamento tra esercito e aeronautica. Nessuna delle due forze conosceva i piani di battaglia dell'altra. I piani di battaglia predisposti dal ministro della difesa e dal generale Chaudhari non specificavano un ruolo per l'aeronautica militare negli ordini di battaglia. Questo comportamento del generale Chaudhari venne indicato dal maresciallo Lal come la "sindrome del supremo", un particolare atteggiamento che talvolta colpisce chi guida l'esercito indiano portandolo a trattare con sussiego le altre branche delle forze armate indiane.

#### Errori del Pakistan
Gli errori dell'esercito pakistano incominciarono a partire dalla convinzione che vi fosse un generale scontento tra la popolazione del Kashmir, dando così l'opportunità al Pakistan di avanzare e scatenare una rivolta contro i governanti dell'India e ottenere una vittoria veloce e decisiva. La popolazione del Kashmir, però, non si ribellò, anzi l'esercito indiano venne ampiamente informato dell'Operazione Gibilterra e difatti non si scontrò con dei ribelli ma con soldati regolari dell'esercito pakistano.
L'esercito pakistano fallì anche quando ritenne che politici indiani avrebbero ordinato un attacco sul settore sud così da aprire un secondo fronte. Il Pakistan concentrò delle truppe nel settore sud per proteggere Sialkot e Lahore invece che utilizzarle per rafforzare le operazioni di avanzamento nel Kashmir.
L'Operazione Grande Slam lanciata dal Pakistan per catturare Akhoor, una città posta nel nord-est del Jammu e luogo-chiave per le comunicazioni tra il Kashmir e il resto dell'India, si risolse in un altro fallimento. Molti commentatori pakistani criticarono l'amministrazione di Ayyub Khan per l'indecisione durante l'Operazione Grande Slam. I critici sostennero che l'operazione fallì perché Ayub Khan non volle conquistare la città, sapeva quanto Akhoor fosse importante per gli indiani (era definita la "vena giugulare" dell'India), e volle evitare di trascinare i due paesi in una guerra totale. Nonostante i progressi ottenuti ad Akhnur, Ayub Khan rimosse il maggior generale Akhtar Hussain Malik sostituendolo con il generale Yahya Khan. Alla sostituzione seguirono 24 ore di pausa, le quali consentirono all'esercito indiano di riorganizzarsi e, successivamente, di opporsi ad un fiacco attacco guidato da Yahya Khan. Lo Stato Maggiore indiano del comando ovest disse: "il nemico venne in nostro soccorso". Successivamente il generale Akhtar Hussain Malik criticò il presidente Ayub Khan per come aveva pianificato l'Operazione Gibilterra, condannandoli al fallimento, e per la sua rimozione in un momento cruciale del conflitto. Il generale Malik minacciò di rivelare la truffa sulla guerra e il fallimento dell'esercito, ma abbandonò l'idea per paura di essere bandito.
Alcuni autori hanno sottolineato come il Pakistan potrebbe essere stato incoraggiato ad aprire il conflitto in seguito ad un war game condotto nel marzo 1965 all'Istituto di Analisi della Difesa americano. L'esercitazione si era conclusa con una vittoria del Pakistan, qualora fosse sceso in guerra con l'India. Altri autori come Stephen Philip Cohen, hanno commentato che, in sostanza, l'esercito pakistano aveva "sviluppato una visione esagerata della debolezza sia dell'India, sia del suo esercito...la guerra del 1965 fu uno shock".
Il Maresciallo dell'aeronautica pakistana e comandante in capo della PAF durante la guerra, Nur Khan disse successivamente che dovrebbe essere biasimato l'esercito pakistano, e non l'India, per aver fatto scoppiare la guerra. In ogni caso, in Pakistan la propaganda sulla guerra continuò, il conflitto non venne analizzato razionalmente e la maggior parte delle colpe furono attribuite alla leadership e venne data poca importanza ai fallimenti dell'intelligence; ciò persistette fino alla debacle della guerra del 1971, quando il Pakistan dell'est venne invaso dall'India e si divise dal Pakistan dell'ovest per dare vita alla creazione del Bangladesh.

### Coinvolgimento di altre nazioni
Il Pakistan e gli Stati Uniti avevano firmato un Accordo di Cooperazione nel 1959, secondo il quale gli Stati Uniti avrebbero attuato le "azioni adeguate, incluso l'uso delle forze armate" per aiutare il governo del Pakistan se questo ne avesse fatto richiesta. In ogni caso, dopo lo scoppio della guerra del 1965, gli Stati Uniti furono dell'opinione che il Pakistan era il maggior responsabile del conflitto e, di conseguenza, tagliarono tutte le forniture militari al paese. Il Pakistan ricevette, comunque, forte supporto da: Iran, Indonesia, e Repubblica Popolare di Cina.
Prima e durante la guerra, la Repubblica Popolare di Cina ha fornito il contributo militare più importante ed ha ammonito l'India, con la quale aveva combattuto una guerra nel 1962. Esistono anche resoconti su movimenti di truppe cinesi lungo il confine con l'India in supporto del Pakistan; sul tema l'India ha sostenuto il mandato ONU per evitare una guerra sui due confini.
La partecipazione dell'India al Movimento dei non-allineati ha determinato un piccolo supporto da parte dei suoi membri. L'Unione Sovietica, nonostante fossero chiuse le relazioni con l'India si dimostrò più neutrale della maggior parte delle nazioni durante la guerra e invitò le parti al dialogo, il quale venne ospitato proprio dalla Unione Sovietica nella città di Tashkent.

## Conseguenze
guerra:

Alla luce del fallimento della guerra sino-indiana, il risultato del conflitto del 1965 venne visto come una vittoria "politico-strategica" dell'India. Il primo ministro indiano Lal Bahadur Shastri venne innalzato ad eroe nazionale indiano. Le performance dei militari indiani furono globalmente apprezzate, mentre i leader militari furono criticati per le modalità di impiego delle forze armate indiane, le quali erano superiori e se meglio utilizzate avrebbero portato ad una vittoria decisiva contro il Pakistan. Nel suo libro "War in the modern world since 1815", il noto storico di guerra Jeremy Black affermò che il Pakistan "perse pesantemente" la guerra del 1965 e la decisione affrettata dell'India di procedere ai negoziati evitò gravi e ulteriori danni alle Forze armate pakistane. Jeremy Black sottolineò:
Come conseguenza l'India si concentrò sullo sviluppo della comunicazione e del coordinamento tra le tre branche delle forze armate. In parte dovuto all'inefficiente sistema di informazione in vigore durante la guerra, l'India istituì il Research and Analysis Wing per lo spionaggio esterno e l'intelligence. Per colmare le diverse lacune vennero portati avanti dei miglioramenti nelle funzioni di comando e controllo e i riscontri positivi si videro chiaramente durante la guerra indo-pakistana del 1971 quando l'India ottenne una vittoria decisiva contro il Pakistan in due settimane. La Cina ripeté le minacce di intervento nel conflitto a favore del Pakistan aumentando la pressione sul governo nel prendere una decisione sullo sviluppo delle armi nucleari. Nonostante le ripetute rassicurazioni, gli Stati Uniti fecero poco per prevenire l'uso estensivo delle armi americane da parte del Pakistan. Allo stesso tempo, Stati Uniti e Regno Unito si rifiutarono di aiutare l'India con armi sofisticate e questo incrinò i rapporti tra India e occidente. Questi sviluppi indussero dei cambiamenti nella politica estera indiana, prima aveva sostenuto la posizione degli stati non-allineati, si distanziò maggiormente dalle potenze occidentali per sviluppare delle relazioni chiuse con l'Unione sovietica. Dalla fine degli anni 1960 l'URSS emerse come il più grande fornitore di armi dell'India. Dal 1967 al 1977, l'81% delle armi che l'India importava proveniva dall'Unione sovietica. Dopo la guerra del 1965 la corsa agli armamenti tra i due paesi divenne ancora più asimmetrica a l'India distanziava il Pakistan di molto.

### Pakistan
A guerra conclusa, molti pakistani considerarono positiva la prova dei loro militari. Il 6 settembre in Pakistan si celebra il Giorno della Difesa per ricordare la vittoriosa difesa della città di Lahore dall'esercito indiano. In particolare venne apprezzata la prova dell'aeronautica militare. In ogni caso, il governo pakistano venne accusato dagli analisti stranieri di aver diffuso molta disinformazione tra i propri cittadini per quanto riguarda le conseguenze della guerra. S.M Burke nel suo libro "Mainsprings of Indian and Pakistani foreign policies" scrive: 

Molti osservatori concordano che il mito dell'esercito pakistano, mobile e che colpisce duramente, venne profondamente demolito dalla guerra. Molti scrittori pakistani criticarono un'idea dei militari, secondo la quale la "corsa marziale" dei loro soldati avrebbe sconfitto la Hindu India nella guerra. Rasul Bux Rais, un analista politico pakistano scrisse: 
L'aeronautica militare, invece, aumentò molto la sua credibilità e la sua attendibilità, tra le forze armate pakistane e tra gli analisti militari internazionali per la vittoriosa difesa di Lahore e di altre importanti zone del Pakistan, nonché per le dure rappresaglie inflitte all'India il giorno successivo. La vigilanza dell'aeronautica venne inoltre collegata al fatto che alcuni piloti furono affiancati sei volte, in meno di un'ora, su indicazione dei raid aerei indiani. Per ricordare tali eventi l'aeronautica militare è celebrata nel Giorno dell'Aeronautica il 7 settembre, oltre che nel Giorno della Difesa nel quale si festeggia anche l'esercito.
In ogni caso il Pakistan perse più terra di quella che riuscì a conquistare e, cosa fondamentale, fallì nel suo tentativo di ottenere il Kashmir; tali risultati furono letti da molti osservatori imparziali come una sconfitta.
Molti alti ufficiali ed esperti militari del Pakistan criticarono, successivamente, la pianificazione fallimentare dell'Operazione Gibilterra, l'azione che li portò alla guerra. Venne criticata la Dichiarazione di Tashkent anche se solo pochi cittadini compresero la gravità della situazione al termine del conflitto, e anche i politici pakistani furono contestati. In seguito all'opinione del ministro degli esteri Zulfikar Ali Bhutto, Ayub Khan aveva suscitato molte aspettative nella popolazione sulla superiorità, se non sulla invincibilità, delle forze armate, ma l'incapacità del Pakistan di raggiungere i suoi obiettivi militari determinarono una forte responsabilità politica in capo ad Ayub. A causa della sconfitta delle sue ambizioni sul Kashmir l'idea di invincibilità dell'esercito divenne una crescente opposizione.
Una delle conseguenze più importanti della guerra fu il rallentamento su vasta scala dell'economia pakistana. I costi per la guerra del 1965 posero fine alla impressionante crescita economica vissuta dal Pakistan durante gli anni 1960. Tra il 1964 e il 1966 le spese per la difesa passarono dal 4,82% al 9,86% del PIL determinando un enorme sforzo per l'economia. Dal 1970 al 1971 le spese per la difesa rappresentavano il 55,66% della spesa pubblica. Secondo i veterani, la guerra fu un enorme costo per il Pakistan, dal punto di vista economico, politico e militare. Il teorico del nucleare Feroze Khan sosteneva l'idea secondo la quale la guerra del 1965 era l'ultimo tentativo per strappare il Kashmir con le forze militari e, a partire dall'inizio della guerra, la posizione del Pakistan nella comunità internazionale cominciò a deteriorarsi, soprattutto con gli Stati Uniti; dall'altro lato l'alleanza con la Cina migliorava.
Il generale Tariq Majid ha riportato nelle sue memorie di veterano che Chou En-Lai, nel classico stile Sun Tzus, aveva avvisato il governo di: "andarci piano, non colpire l'India duramente; ed evitare una guerra sul Kashmir, per almeno 20 - 30 anni, fino a quando non avrai sviluppato l'economia e consolidato il tuo potere nazionale". Il generale Majid sosteneva nel suo libro "Eating Grass: The Making of the Pakistani Bomb" che la "sana filosofia e critica politica" era stata perduta in Pakistan e il conflitto con l'India ha portato alla perdita di moltissime risorse umane.
Il Pakistan fu sorpreso dello scarso supporto da parte degli Stati Uniti, uno Stato con la quale era stato firmato un Trattato di Cooperazione. Gli USA dichiararono la propria neutralità e tagliarono gli aiuti militari ad entrambi i paesi e ciò fece credere ad Islamabad di essere stata tradita dagli Stati Uniti. Dopo la guerra, il Pakistan rivolse maggiore attenzione alla Cina come fonte di supporto politico e militare. Un'ulteriore conseguenza negativa della guerra fu una crescita del risentimento nei confronti del governo centrale da parte del Pakistan est, l'attuale Bangladesh, soprattutto per la forte attenzione del Pakistan ovest per il Kashmir. I leader bengalesi accusarono il governo di non aver provveduto ad un'adeguata sicurezza durante il conflitto e di aver sottratto molte risorse al Pakistan est per finanziare la guerra. Difatti, molti attacchi dell'aeronautica pakistana furono lanciati proprio dalle basi nel Pakistan est, l'India non portò avanti delle rappresaglie in quel settore, nonostante fosse difeso soltanto da una divisione di fanteria, 16 aerei e nessun carro armato. Sheikh Mujibur Rahman fu critico per la disparità delle risorse militari tra Pakistan est e Pakistan ovest e chiese maggiore autonomia per l'est, cosa che portò alla Guerra di liberazione bengalese e ad un'altra guerra tra India e Pakistan nel 1971.

## Riconoscimenti militari

### Onori di battaglia
Dopo la guerra, le unità dell'esercito indiano furono assegnati 16 Onori di battaglia e 3 Theatre honours, di questi i più importanti sono:
- Jammu and Kashmir 1965 (theatre honour)
- Punjab 1965 (theatre honour)
- Rajasthan 1965 (theatre honour)
- Assal Uttar
- Burki
- Kalidhar
- Dograi
- OP Hill
- Hajipir
- Phillora

### Medaglie al valore
Per il coraggio dimostrato, ai seguenti soldati furono attribuiti i più alti riconoscimenti previsti dagli Stati di appartenenza, la Param Vir Chakra per l'India e la Nishan-e-Haider per il Pakistan:

#### India
- comandante di compagnia Havildar Abdul Hamid (postumo)
- tenente colonnello Ardeshir Burzorji Tarapore (postumo)

#### Pakistan
- maggiore Raja Aziz Bhatti Shaheed (postumo)